# Trichodiscus virescentulus
Trichodiscus virescentulus är en svampart som först beskrevs av Mouton, och fick sitt nu gällande namn av Dennis 1964. Trichodiscus virescentulus ingår i släktet Trichodiscus, ordningen disksvampar, klassen Leotiomycetes, divisionen sporsäcksvampar och riket svampar.   Inga underarter finns listade i Catalogue of Life.